# آویاپارتنر
آویاپارتنر (انگلیسی: Aviapartner) شرکت هوانوردی بلژیکی است، که در سال ۱۹۴۹ تأسیس شد.